# Хунзадрил
Хунзадрил (нидерл. Hoenzadriel) — деревня в муниципалитете Маасдрил в провинции Гелдерланд, Нидерланды. По состоянию на 1 января 2011 года население составляло 278 жителей. Хунзадрил лежит на северном берегу реки Маас в округе Боммелевард, в 6 км к северу от Хертогенбоса. Большинство жителей заняты фермерством.

## Демография
| Дата/Год      | Численность |
| ------------- | ----------- |
| 1840          | 396         |
| 2001          | 230         |
| 1 января 2005 | 160         |
| 2008          | 282         |
| 1 января 2009 | ▲ 287       |
| 1 января 2010 | ▼ 279       |
| 1 января 2011 | ▼ 278       |

## Инфраструктура
Основная инфраструктура представлена 6 дорогами:
- Hoenzadrielsedijk (протяжённость 4,3 км)
- Rooiensestraat (2,7 км)
- Kievitsham (1,9 км)
- Wertsteeg (1,1 км)
- Heemraadstraat (230 м)
- Drielsebosch (тупиковая)
- Veerwaardweg (260 м)